# Qëndrim Guri
Qëndrim Guri (* 27. November 1993 in Uroševac, Bundesrepublik Jugoslawien) ist ein kosovarischer Radrennfahrer.

## Karriere
2014 und 2015 gewann Guri bei den kosovarischen Meisterschaften jeweils das Straßenrennen. Bei den Europaspielen 2015 ging Guri im Straßenrennen an den Start, beendete jedoch das Rennen nicht. Auch ein Jahr später bei den Olympischen Sommerspielen 2016 in Rio de Janeiro nahm er am Straßenrennen teil, auch hier fuhr er das Rennen nicht zu Ende. Des Weiteren nahm er im gleichen Jahr an der Tour of Mersin teil, konnte aber auch diese nicht beenden.